# Earl av Stockton

Heraldiskt vapen för Earl av Stockton.

Earl av Stockton är en brittisk adelstitel. Det skapades den 24 februari 1984 för Harold Macmillan, den tidigare konservativa premiärministern (från 1957 till 1963), mindre än tre år före sin död 1986. Samtidigt fick han sekundärtitelen Viscount Macmillan av Ovenden, of Chelwood Gate i County of East Sussex och of Stockton-on-Tees i County of Cleveland, även den som adelstitel i Storbritannien. Viscount-titeln används av earlens tronarvinge.
Från och med 2016 innehas titlarna av den förste innehavarens sonson, som är den andre earlen, som efterträdde 1986 vid sin farfars död (nämligen Alexander Macmillan, 2:e earl av Stockton, son till Maurice Macmillan, viscount Macmillan av Ovenden, ende son till den förste earlen, som dog 1984). Earldömet och viscountskapet är de senaste ärftliga pärsvärdigheterna som skapats utanför den kungliga familjen och, tillsammans med Thatchers baronetskap (som inte är en pärsvärdighet), de enda ärftliga titlarna som överlevt av de få som skapats sedan 1965.
Familjens säte var Birch Grove, nära Chelwood Gate, East Sussex, men det såldes av 2:e earlen 1989.

## Earler av Stockton (1984)
- (Maurice) Harold Macmillan, 1:e earl av Stockton (1894–1986)
  - Maurice Victor Macmillan, viscount Macmillan av Ovenden (1921–1984)
- Alexander Daniel Alan Macmillan, 2:e earl av Stockton (född 1943)

Arvtagaren är den nuvarande innehavarens ende son Daniel Maurice Alan Macmillan, viscount Macmillan av Ovenden (född 1974).